# Моё запретное прошлое
«Моё запретное прошлое» (англ. My Forbidden Past) — американский исторический фильм нуар 1951 года, снятый режиссёром Робертом Стивенсоном. Адаптация романа «Вход в карету» Полана Бэнкса.

## Сюжет
Новый Орлеан. 1890-е годы. Барбара Боревел, молодая красивая женщина из высшего общества, и доктор Марк Лукас давно любят друг друга. Марк Лукас, уплывая по работе в Южную Америку, делает предложение своей возлюбленной и настаивает, чтобы она плыла вместе с ним. Кузен Пол, плетущий любовные интриги вокруг Барбары, отговаривает её от поездки с Марком, намекая, что он ей не пара. По прошествии двух месяцев Марк возвращается из Южной Америки с супругой — Коринн, которую он взял в жёны не по любви, а из-за её красоты и затаившейся обиды на свою возлюбленную. Барбара намерена вернуть Марка. Унаследовав от покойной бабушки большое состояние, она нанимает кузена Пола для того, чтобы он соблазнил жену Марка и расторг их брак… 

## В ролях
| Актёр            | Роль                  |
| ---------------- | --------------------- |
| Роберт Митчем    | доктор Марк Лукас     |
| Ава Гарднер      | Барбара Боревел       |
| Мелвин Дуглас    | Пол Боревел           |
| Люсиль Уотсон    | тётя Юла Боревел      |
| Дженис Картер    | Коринн Лукас          |
| Гордон Оливер    | Клей Дюшен            |
| Бэзил Руисдейл   | Дин Кэззли            |
| Кларенс Мьюз     | кучер Помпей          |
| Уолтер Кингсфорд | коронер               |
| Джек Бриггс      | кузен Филипп          |
| Уилл Райт        | адвокат Лютер Топледи |

## Съёмочная группа
- Режиссёр: Роберт Стивенсон
- Продюсер: Полан Бэнкс, Роберт Спаркс
- Сценаристы: Марион Парсонне, Леопольд Атлас[нем.]
- Оператор: Гарри Дж. Уайдл
- Композитор: Фридрих Холлиндер